# Henry Howard, XIII duca di Norfolk
Henry Fitzalan-Howard, XIII duca del Norfolk (12 agosto 1791 – 18 febbraio 1856), è stato un nobile e politico inglese.

## Biografia

### Infanzia
Henry era figlio di Bernard Howard, XII duca di Norfolk e di sua moglie, lady Elizabeth, figlia di Henry Belasyse, II conte Fauconberg. Egli ottenne il titolo di cortesia di Conte del Surrey quando il padre ottenne il titolo di Duca di Norfolk nel 1815.

### Matrimonio
Edward Howard sposò Lady Charlotte Sophia, figlia di George Leveson-Gower, I duca di Sutherland, nel 1814. La coppia ebbe cinque figli.

### Carriera politica
Il 4 maggio 1829 l'allora Conte di Surrey venne eletto nella Camera dei comuni per la costituente di Horsham. Quando egli prese il proprio seggio fu il primo cattolico a sedere alla Camera dei Comuni dopo l'emancipazione dei cattolici. Il Conte di Surrey mantenne la sede per Horsham sino al 1832, per poi rappresentare il West Sussex tra il 1832 e il 1841.
Nel 1837 venne ammesso quale Consigliere Privato della regina Vittoria e prestò servizio sotto il governo di Lord Melbourne come Treasurer of the Household tra il 1837 e il 1841. In quell'anno egli venne elevato alla Camera dei lord con un writ of acceleration per il titolo secondario del padre di Barone Maltravers, e prestò servizio nuovamente sotto Melbourne come Capitano degli Yeomen della Guardia tra il luglio e l'agosto del 1841. L'anno successivo succedette al padre nel ducato di Norfolk.

### Duca di Norfolk
Quando gli Whig tornarono al potere con il governo di Lord John Russell nel 1846, il Duca venne nominato maestro di stalla, posizione che mantenne sino alla caduta del governo nel 1852. Egli prestò poi servizio come Lord Steward of the Household nel governo di coalizione promosso da Lord Aberdeen tra il 1853 e il 1854. Ottenne l'Ordine della Giarrettiera nel 1848.

### Ultimi anni e morte
Nel 1854 Norfolk concesse del terreno per lo Sheffield Cricket Club nei pressi di Bramall Lane per una concessione della durata di 99 anni, che è il sito ove attualmente ha sede lo Sheffield United. Il Duca morì nel febbraio del 1856 all'età di 64 anni e venne succeduto dal figlio primogenito Henry. Sua moglie morirà nel luglio del 1870.

## Discendenza
Lord Edward Howard e Charlotte Sophia Leveson-Gower ebbero cinque figli:
- Lady George Manners, Adeliza Matilda Fitzalan-Howard (?-1904), sposò nel 1855 il suo secondo cugino, Lord George Manners, ebbero cinque figli;
- Henry Fitzalan-Howard, XIV duca di Norfolk (1815-1860).
- Edward Fitzalan-Howard, I barone Howard di Glossop (1818-1883).
- Mary Charlotte Howard, Baronessa Foley (1822-1897), sposò Thomas Foley, IV barone Foley, ebbero due figli;
- Lord Bernard Thomas Fitzalan-Howard (1825-1846), sposò Augusta Louisa Rogers, ebbero quattro figli.

## Ascendenza
|                                        |                                        |                                          | Genitori                            |  |  | Nonni |  |  | Bisnonni       |  |  | Trisnonni      |  |
|                                        |                                        |                                          |                                     |  |  |       |  |  | Bernard Howard |  |  | Bernard Howard |  |
|                                        |                                        |                                          |                                     |  |  |       |  |  | Bernard Howard |  |  | Bernard Howard |  |
|                                        |                                        | Catherine Tattershall                    |                                     |  |  |       |  |  | Bernard Howard |  |  |                |  |
| Henry Howard                           |                                        |                                          |                                     |  |  |       |  |  | Bernard Howard |  |  |                |  |
|                                        |                                        | Anne Roper                               | Christopher Roper, V barone Teynham |  |  |       |  |  |                |  |  |                |  |
|                                        |                                        | Anne Roper                               | Christopher Roper, V barone Teynham |  |  |       |  |  |                |  |  |                |  |
|                                        |                                        | Anne Roper                               | Elizabeth Browne                    |  |  |       |  |  |                |  |  |                |  |
| Bernard Howard, XII duca di Norfolk    |                                        | Anne Roper                               |                                     |  |  |       |  |  |                |  |  |                |  |
|                                        |                                        | William Molyneux, VI baronetto           | Francis Molyneux, IV baronetto      |  |  |       |  |  |                |  |  |                |  |
|                                        |                                        | William Molyneux, VI baronetto           | Francis Molyneux, IV baronetto      |  |  |       |  |  |                |  |  |                |  |
|                                        |                                        | William Molyneux, VI baronetto           | Diana Howe                          |  |  |       |  |  |                |  |  |                |  |
| Juliana Molyneux                       |                                        | William Molyneux, VI baronetto           |                                     |  |  |       |  |  |                |  |  |                |  |
|                                        |                                        | Anne Challand                            | William Challand                    |  |  |       |  |  |                |  |  |                |  |
|                                        |                                        | Anne Challand                            | William Challand                    |  |  |       |  |  |                |  |  |                |  |
|                                        |                                        | Anne Challand                            | Elizabeth                           |  |  |       |  |  |                |  |  |                |  |
| Henry Howard, XIII duca di Norfolk     |                                        | Anne Challand                            |                                     |  |  |       |  |  |                |  |  |                |  |
|                                        | Thomas Belasyse, I conte di Fauconberg | Thomas Belasyse, III visconte Fauconberg |                                     |  |  |       |  |  |                |  |  |                |  |
|                                        | Thomas Belasyse, I conte di Fauconberg | Thomas Belasyse, III visconte Fauconberg |                                     |  |  |       |  |  |                |  |  |                |  |
|                                        | Thomas Belasyse, I conte di Fauconberg | Bridget Gage                             |                                     |  |  |       |  |  |                |  |  |                |  |
| Henry Belasyse, II conte di Fauconberg | Thomas Belasyse, I conte di Fauconberg |                                          |                                     |  |  |       |  |  |                |  |  |                |  |
|                                        |                                        | Catherine Betham                         | John Betham                         |  |  |       |  |  |                |  |  |                |  |
|                                        |                                        | Catherine Betham                         | John Betham                         |  |  |       |  |  |                |  |  |                |  |
|                                        |                                        | Catherine Betham                         | Catherine Casey                     |  |  |       |  |  |                |  |  |                |  |
| Elizabeth Belasyse                     |                                        | Catherine Betham                         |                                     |  |  |       |  |  |                |  |  |                |  |
|                                        |                                        | Matthew Lamb, I baronetto                | Matthew Lamb                        |  |  |       |  |  |                |  |  |                |  |
|                                        |                                        | Matthew Lamb, I baronetto                | Matthew Lamb                        |  |  |       |  |  |                |  |  |                |  |
|                                        |                                        | Matthew Lamb, I baronetto                | …                                   |  |  |       |  |  |                |  |  |                |  |
| Charlotte Lamb                         |                                        | Matthew Lamb, I baronetto                |                                     |  |  |       |  |  |                |  |  |                |  |
|                                        |                                        | Charlotte Coke                           | Thomas Coke                         |  |  |       |  |  |                |  |  |                |  |
|                                        |                                        | Charlotte Coke                           | Thomas Coke                         |  |  |       |  |  |                |  |  |                |  |
|                                        |                                        | Charlotte Coke                           | Mary Hale                           |  |  |       |  |  |                |  |  |                |  |
|                                        |                                        | Charlotte Coke                           |                                     |  |  |       |  |  |                |  |  |                |  |